# Meoneura minutissima
Meoneura minutissima är en tvåvingeart som först beskrevs av Zetterstedt 1860.  Meoneura minutissima ingår i släktet Meoneura och familjen kadaverflugor. Arten är reproducerande i Sverige. Inga underarter finns listade i Catalogue of Life.